# Džíva Gósvámí
Šríla Džíva Gósvámí (dévanágarí जीव गोस्वामी, Jīva Gosvāmī, 1513 – 1598) byl synovec Rúpy a Sanátany Gósvámích. Byl filozofem a učitelem (áčárjou) v gaudíja-vaišnavské učednické posloupnosti od Čaitanji Maháprabhua. A. Č. Bhaktivédánta Svámí o Džívovi prohlásil, že je největším filozofem na světě.

## Život
Džíva se pravděpodobně narodil v roce 1513 v Rámakéli. Jeho otec Šrí Vallabha, (známý také jako Anupama) byl mladším bratrem Rúpy a Sanátany Gósvámích. Od svého útlého věku se Džíva zajímal o Šrímad Bhágavatam. V Navadvípu studoval sanskrt a obešel celou oblast známou jako Navadvíp-dhám, což je posvátné místo narození Šrí Čaitanji. Poté sanskrt studoval ve Váránasí pod vedením Madhusúdany Vačáspatiho. Po dokončení studií odešel do Vrindávanu, kde přijal útočiště u svých slavných strýců, Rúpy a Sanátany Gósvámích.
Je řečeno, že Džíva sestavil nejméně dvacet pět knih a přes 400 000 veršů. Jeho nejznámější díla jsou pravděpodobně Šat Sandarbha (Šrí Bhágavata Sandarbha) a Gópála-čampú. Když Sanátana Gósvámí sepsal svůj komentář ke Šrímad-Bhágavatamu známý jako Vaišnava-tóšaní, dal ho Džívovy, aby ho redigoval. Džíva Gósvámí založil ve Vrindávanu slavný chrám Rádhá-Dámódara a po odchodu Rúpy a Sanátany Gósvámích se stal hlavním učitelem a vůdcem všech vaišnavů v Bengálsku.
Šrí Džíva Gósvámí dostal zasvěcení (díkšu) od Rúpy Gósvámího. Je jedním z nejpřednějších gaudíjských vaišnavů. Založil Višva vaišnava rádžja šabhu a vyučoval sanskrt i vaišnavskou filozofii. Svým rozsáhlým vzděláním přitahoval učence z celé Indie, aby studovali ve Vradži (Vridávanu).

## Literární přínos
- Hari-námámrta-vjákarana (Hari-nāmāmṛta-vyākaraṇa) - kniha sanskrtské gramatiky. Každá slabika a každé slovo je vysvětleno ve vztahu ke Kršnovi a Jeho zábavám.
- Sútra-máliká (Sūtra-mālikā) - gramatické dílo, které pojednává o odvozování (derivaci) sanskrtských slov.
- Dhátu-sangraha (Dhātu-sangraha) - dílo o slovesných kořenech sanskrtských slov.
- Rádhá-Kršna Arčana Čandrika
- Rasámrta-šéša (Rasāmṛta-śeṣa)- dílo o sanskrtské kompozici, je založeno na Sahitja Darpaně od Višvanátha Kavirádže, ale používá mnoho vlastních příkladů a příkladů ostatních Gósvámích.
- Mádhava-mahótsava (Śrī Mādhava-mahotsava) - dílo popisující korunovaci Rádhy jako královny Vrindávanu.
- Sankalpa-kalpadruma - vysvětlení osmero denních zábav Rádhy a Krišny (ašta-kalija-lílá) formou modliteb.
- Gópála-virudávalí (Gopāla-virudāvalī) - krátká báseň, která oslavuje slávu Pána Gópály (Kršny) ve 38 verších.
- Bhávártha-súčaka-čampú (Bhāvārtha-sūcaka-campū)
- Jógasára-stava-tíká (Yogasāra-stava-ṭīkā)
- Gópála-tápaní-tíka (Sukha-bódhiní) - komentář ke Gópála-tápaní Upanišadě (Gopāla-tāpanī-ṭīkā, Sukha-bodhinī)
- Dig-daršaní-tíká - komentář k Brahma Samhitě (Brahma-samhitā-ṭīkā)
- Durgama-sangamaní - komentář k Bhakti Rasámrta Sindhu (Bhakti-rasāmṛta-sindhu-ṭīkā, Durgama-sangamanī)
- Lóčana-róčaní - komentář k Udžvala-nílamani (Ujjvala-nīlamaṇi-ṭīkā, Locana-rocanī)
- Agni-puránastha-gájatrí-bhášja - komentář ke Gájatrí mantře jak je popsaná v Agni Puráně
- Padma-puránókta Krišna-páda-padma-čihna - popis lotosových nohou Pána z Padma Purán
- Šrí Rádhika-kára-páda-sthita-padma-čihna - popis lotosových nohou Rádhy
- Gópála-čampú (Gopāla-campū) - poetické dílo rozdělené do dvou částí. První část (Púrva-čampú), která má 33 kapitol, popisuje Kršnovy zábavy ve Vrndávanu. Druhá část (Uttara-čampú) má 37 kapitol a popisuje Kršnovy zábavy po tom co odešel z Vrindávanu. Popisuje odloučení obyvatel Vrindávanu od Kršny.
- Sarva-samvádiní (Sarva-saṁvādinī) - komentář k Šat-sandarbě

- Krama-sandarbha - podrobný komentář ke Šrímad Bhágavatamu.
- Šat-sandarbha (Ṣaṭ-sandarbha) - neboli Šrí Bhágavata Sandarbha je vrcholné dílo; říká se, že je nejdůležitějším filozofickým přínosem vaišnavské historie. Skládá se ze šesti částí:
  - Tattva-sandarbha vysvětluje, že Šrímad Bhágavatam je autorizovaný důkaz Absolutní Pravdy
  - Bhagavat-sandarbha vysvětluje, že Nejvyšší Bůh je osoba (bhagaván), a že tento koncept je nejvyšší stupeň realizace Absolutní Pravdy.
  - Paramátma-sandarbha popisuje Boha jako všeprostupující Nadduši.
  - Kršna-sandarbha podává vysvětlení, že Kršna je Nejvyšší Bůh a zdroj všeho.
  - Bhakti-sandarbha, popisuje jak vykonávat oddanou službu Bohu.
  - Príti-sandarbha vysvětluje, že láska k Bohu (ke Kršnovi) je nejvyšší cíl života.